# 大理天主教堂
大理天主教堂，英文稱耶穌聖心主教座堂（Cathedral of the Sacred Heart of Jesus of Dali），是天主教大理教区的主教座堂，第八批全国重点文物保护单位，位于云南省大理市古城新民路6号。

## 历史
天主教早在1856年前就已传入大理地区，杜文秀回民起义时，大理的天主教会已有一定规模，并在清末逐渐发展为云南西部的天主教中心，时属云南府教区:341，由巴黎外方传教会管理。1922年，法国伯大郎耶稣圣心司铎会传教士叶美璋（法语：Pierre Erdozaincy Etchard）到大理传教，逐渐接管大理天主教会。1927年（又说1925年），叶美璋主持修建大理天主教堂，时称大理中和镇天主总堂:205，1931年竣工，修建的工匠是大理太和村的白族工匠:349。1929年，正式建立直属圣心会管理的天主教大理教区:342，以大理中和镇天主总堂为主教座堂:205。
1950年3月，大理县人民政府成立，接管大理天主教堂:343。1966年“文化大革命”运动中，大理石雕祭台以及众多刻有雕刻的家具被捣毁:349，教堂被大理二完小、大理第四中学占用:134。1981年，宗教活动恢复，教堂建筑归还教会:134，此后至2000年间是大理白族自治州唯一的天主教堂，各县教徒活动都在大理天主教堂举行:344。

## 建筑结构
大理天主教堂由大门、通道、教学楼、四合院、礼拜堂组成，占地面积约5亩。建筑用材为当地出产的石料与木料，工艺则完全采用白族民间建筑艺术。正面为白族“三滴水”式门楼，檐口以“米”字形斗拱装饰。门楼上另起四角攒尖顶钟楼，上书“天主堂”三字，楼高16米，钟楼顶置一十字架。门楼后即为礼拜堂，平面布局做东向西，为重檐歇山顶、回廊抬梁式石木结构，面阔三间、进深九间，通面阔13.15米、通进深32.1米，可容200多名教徒同时礼拜。教堂内外均布满雕刻，雕刻经费占建筑经费的五分之二。:134-135:349
- 大门
- 南侧四合院大门
- 礼拜堂
- 礼拜堂门楼
- 礼拜堂拱门
- 礼拜堂门楼角梁
- 礼拜堂室内，祭坛方向
- 礼拜堂室内，拱门方向
- 礼拜堂室内，天花

## 文物保护
1982年，国家宗教事务局拨款5万元，1984年进行修复:349，1985年列为第一批大理市文物保护单位:134-135。1989年，大理市文物管理部门立起标志碑、说明碑，测定了保护范围，并与天主教堂签订使用合同:135。2002年，大理天主教会筹资70余万元，对大理天主教堂进行了全面的修缮。2012年，云南省公布第七批省级文物保护单位，大理天主教堂作为近现代史迹及其代表性建筑入选。2019年，国务院公布第八批全国重点文物保护单位，大理天主教堂升格国保。
1984年大理市委统战部筹资对大理天主教堂进行维修。2002年，由大理市文物保护管理所负责管理，大理国光古建园林有限公司负责施工，对天主教堂进行了全面维修，现保存状况良好。